# Federação dos Jogos Gays
A Federação dos Jogos Gays (FJG) é o sancionador dos Jogos Gays que foi fundado em 1982 por Tom Waddel.

## Composição e organização
A federação é composta por um conjunto de organizações de todos os continentes.
Em janeiro de 2009 a federação incluiu membros da América do Norte (Estados Unidos e Canadá), da Europa (França, Alemanha, Reino Unido, Bielorrússia e Bulgária) da África (África do Sul,) e da Oceania (Austrália).